# Presliophytum heucherifolia
Presliophytum heucherifolia är en brännreveväxtart som först beskrevs av Ellsworth Paine Killip, och fick sitt nu gällande namn av Weigend. Presliophytum heucherifolia ingår i släktet Presliophytum och familjen brännreveväxter. Inga underarter finns listade i Catalogue of Life.